# Дробот, Евгений Павлович
Евгений Павлович Дробот (18 августа 1946 года, Невдубстрой, Ленинградская область — 27 июня 2021 года) — латвийский политический деятель.

## Биография
С 1947 года жил в Даугавпилсе. В 1961—1965 годах работал обмотчиком электрических машин и аппаратов (предприятие Энергоремонт Восточных электросетей); в 1965—1968 — служил в Советской Армии.
Окончил техникум (специальность «Машины и аппараты химических производств»), затем — Рижский политехнический институт по специальности «технология металлорежущих машин и автоматы», после чего работал на заводе химического волокна (Даугавпилс): инженер отдела научной организации труда, начальник смены, технолог, начальник химического цеха; с 1986 — заместитель главного инженера по новой технике. Был секретарём парткома.
Избирался депутатом Даугавпилсского горсовета. В 1990—1993 гг. — депутат латвийского Верховного Совета. Входил во фракцию «Равноправие»; как и большинство русских депутатов, не принимал участия в голосовании 4 мая 1990 года за Декларацию о государственной независимости Латвийской Республики.
В 1993—2000 годах — предприниматель, занимался поставками металлолома на Лиепайский сталелитейный завод.
С 1993 года был координатором политической работы в рамках общественного движения «Равноправие», затем — Социалистической партии (был одним из учредителей). С середины 1990-х — член партии «Равноправия», заместитель председателя партии; член правления ЗаПЧЕЛ.
В 1999 году участвовал в возрождении общественной организации — Русской общины Латвии. В 2003—2004 годах участвовал в деятельности Даугавпилсского Штаба защиты русских школ. Среди результатов общественной деятельности Е. П. Дробота:
- восстановление, приведение в порядок воинских кладбищ;
- спонсирование изданий книг и журналов;
- организация концертов и поэтических вечеров в Даугавпилсе и Латгалии;
- возрождение традиции празднования Дня победы — 9 мая в Даугавпилсе.

### Семья
Отец — Павел Сергеевич Дробот, участник войны капитан разведки.
Мать — Лидия Ивановна, бухгалтер, заведующая магазином, лаборант.
Жена — Инна Иннокентьевна, педагог; сыновья:
- Юрий (род. 1972), гальваник
- Виталий (род. 1976), оператор телевидения[6].

## Награды
- Почётная грамота Правительственной комиссии по делам соотечественников за рубежом (2011)[7].